# The Frozen North
The Frozen North és un curtmetratge de comèdia estatunidenca del 1922 dirigit i protagonitzat per Buster Keaton. La pel·lícula és una paròdia de les primeres pel·lícules de l'oest, especialment les de William S. Hart. La pel·lícula va ser escrita per Keaton i Edward F. Cline (acreditat com a Eddie Cline). La pel·lícula dura uns 17 minuts. Sybil Seely i Bonnie Hill coprotagonitzen la pel·lícula.

## Argument
Un "cowboy" arriba a una terra glaçada d'Amèrica del Nord, improvisa un robatori a un saloon amb l'ajuda d'una plantilla de cartró, però és descobert i expulsat del club.
En arribar a casa, descobreix la seva dona amb una altra i els mata a tots dos, però és a la casa equivocada. Així que torna a l'autèntica, discuteix amb la seva dona, va a la bella veïna.
Després de diverses desventures, l'home es desperta: tot va ser un somni i està en un cinema.

## Producció
La pel·lícula va seguir a l'arrest de Roscoe Arbuckle per la violació i l'homicidi involuntari de l'actriu Virginia Rappe. Tot i que els executius de l'estudi van ordenar als amics de la indústria d'Arbuckle i als companys actors (les carreres dels quals controlaven) que no parlessin públicament per ell, Keaton va fer una declaració pública en suport de la innocència d'Arbuckle. No obstant això, William S. Hart, que mai s'havia conegut ni treballat amb Arbuckle, va fer una sèrie de declaracions públiques perjudicials en les quals va presumir que Arbuckle era culpable. Més tard, Arbuckle va escriure una premissa per a una pel·lícula parodiant Hart com a lladre, pinxo i apallissador que Keaton li va comprar. Hart es creia que la indústria era "propensa a la violència domèstica" i Keaton creia que Hart estava ajudant a condemnar Arbuckle. Keaton va produir, dirigir i protagonitzar "The Frozen North", la pel·lícula que va resultar.
Keaton porta una versió petita del barret de campanya d'en Hart de la Guerra hispanoestatunidenca i sis trets a cada cuixa, i durant l'escena en què dispara a la veïna i al seu marit, reacciona amb espesses llàgrimes de glicerina, un marca registrada de Hart. Keaton parodia el comportament d'en Hart i prova còmicament l'icònic rotllo de cigarrets d'Hart amb una sola mà. Keaton passa molt de temps dempeus i mirant d'implicar l'actuació impàvida d'en Hart, que es reforça en l'escena on posa una imatge d'un vaquer a la porta per enganyar els jugadors, i la imatge de la imatge és Hart. El públic de la dècada de 1920 va reconèixer la paròdia i va pensar que la pel·lícula era histèricament divertida. Tanmateix, al mateix Hart no li van fer gràcia les travessies de Keaton, especialment l'escena del plor, i no va parlar amb Keaton durant dos anys després d'haver vist la pel·lícula. La comèdia també parodia breument el personatge femení d'Erich von Stroheim de la pel·lícula 'Foolish Wives. En contrast amb Hart, von Stroheim estava encantat amb la paròdia del seu personatge.
La pel·lícula va ser fotografiada a la ubicació del Donner Lake als afores de Truckee (Califòrnia), a mitjans d'hivern. Els intertítols d'obertura de la pel·lícula li donen un to de burla de seriositat i estan extrets de The Shooting of Dan McGrew de Robert W. Service.
Moltes de les seqüències de gag de The Frozen North, inclosa la seqüència de pesca i portar guitarres com a raquetes de neu mentre portaven un matalàs, van ser utilitzades més tard per The Three Stooges a Rockin' thru the Rockies.
El gag d'un protagonista que està en una pel·lícula en una seqüència de somnis i que al final es desperta també es troba a la pel·lícula Sherlock Jr..